# Funaria borneensis
Funaria borneensis là một loài Rêu trong họ Funariaceae. Loài này được Dixon mô tả khoa học đầu tiên năm 1935.